# Arrondissement de Vechta
L'arrondissement de Vechta est un arrondissement  ("Landkreis" en allemand) de Basse-Saxe  (Allemagne).
Son chef-lieu est Vechta.

## Villes, communes et communautés d'administration
(nombre d'habitants en 2006)
Einheitsgemeinden
- Bakum (5 747)
- Damme, ville (16 318)
- Dinklage, ville (12 959)
- Goldenstedt (9 959)
- Holdorf (6 498)
- Lohne, ville (25 534)
- Neuenkirchen-Vörden (8 006)
- Steinfeld (9 407)
- Vechta, ville (33 729)
- Visbek (9 565)